# Женска фудбалска репрезентација Кајманских Острва
Женска фудбалска репрезентација Кајманских Острва (енгл. Bahamas women's national football team), је национална женска фудбалска репрезентација Кајманских острва и надгледа је Фудбалски савез Кајманских Острва.

## Такмичарски рекорд

### ФИФА Светско првенство за жене
| Светско првенство у фудбалу за жене резултати | Светско првенство у фудбалу за жене резултати | Светско првенство у фудбалу за жене резултати | Светско првенство у фудбалу за жене резултати | Светско првенство у фудбалу за жене резултати | Светско првенство у фудбалу за жене резултати | Светско првенство у фудбалу за жене резултати | Светско првенство у фудбалу за жене резултати | Светско првенство у фудбалу за жене резултати |
| Година                                        | Резултат                                      | Ута                                           | Поб                                           | Нер*                                          | Изг                                           | ГД                                            | ГП                                            |                                               |
| --------------------------------------------- | --------------------------------------------- | --------------------------------------------- | --------------------------------------------- | --------------------------------------------- | --------------------------------------------- | --------------------------------------------- | --------------------------------------------- | --------------------------------------------- |
| 1991                                          | Нису учествовале                              | Нису учествовале                              | Нису учествовале                              | Нису учествовале                              | Нису учествовале                              | Нису учествовале                              | Нису учествовале                              | Нису учествовале                              |
| 1995                                          | Нису учествовале                              | Нису учествовале                              | Нису учествовале                              | Нису учествовале                              | Нису учествовале                              | Нису учествовале                              | Нису учествовале                              | Нису учествовале                              |
| 1999                                          | Нису учествовале                              | Нису учествовале                              | Нису учествовале                              | Нису учествовале                              | Нису учествовале                              | Нису учествовале                              | Нису учествовале                              | Нису учествовале                              |
| 2003                                          | Нису учествовале                              | Нису учествовале                              | Нису учествовале                              | Нису учествовале                              | Нису учествовале                              | Нису учествовале                              | Нису учествовале                              | Нису учествовале                              |
| 2007                                          | Нису се квалификовале                         | Нису се квалификовале                         | Нису се квалификовале                         | Нису се квалификовале                         | Нису се квалификовале                         | Нису се квалификовале                         | Нису се квалификовале                         | Нису се квалификовале                         |
| 2011                                          | Нису учествовале                              | Нису учествовале                              | Нису учествовале                              | Нису учествовале                              | Нису учествовале                              | Нису учествовале                              | Нису учествовале                              | Нису учествовале                              |
| 2015                                          | Нису се квалификовале                         | Нису се квалификовале                         | Нису се квалификовале                         | Нису се квалификовале                         | Нису се квалификовале                         | Нису се квалификовале                         | Нису се квалификовале                         | Нису се квалификовале                         |
| 2019                                          | Нису се квалификовале                         | Нису се квалификовале                         | Нису се квалификовале                         | Нису се квалификовале                         | Нису се квалификовале                         | Нису се квалификовале                         | Нису се квалификовале                         | Нису се квалификовале                         |
| 2023                                          | Нису се квалификовале                         | Нису се квалификовале                         | Нису се квалификовале                         | Нису се квалификовале                         | Нису се квалификовале                         | Нису се квалификовале                         | Нису се квалификовале                         | Нису се квалификовале                         |
| Укупно                                        | 0/9                                           | -                                             | -                                             | -                                             | -                                             | -                                             | -                                             | -                                             |

*Означава нерешене утакмице укључујући нокаут мечеве одлучене извођењем једанаестераца.

### Конкакафов шампионат за жене
| Конкакафов шампионат у фудбалу за жене резултати] | Конкакафов шампионат у фудбалу за жене резултати] | Конкакафов шампионат у фудбалу за жене резултати] | Конкакафов шампионат у фудбалу за жене резултати] | Конкакафов шампионат у фудбалу за жене резултати] | Конкакафов шампионат у фудбалу за жене резултати] | Конкакафов шампионат у фудбалу за жене резултати] | Конкакафов шампионат у фудбалу за жене резултати] | Конкакафов шампионат у фудбалу за жене резултати] | Конкакафов шампионат у фудбалу за жене резултати] |
| Година                                            | Резултат                                          | Ута                                               | Поб                                               | Нер*                                              | Изг                                               | ГД                                                | ГП                                                | ГР                                                |                                                   |
| ------------------------------------------------- | ------------------------------------------------- | ------------------------------------------------- | ------------------------------------------------- | ------------------------------------------------- | ------------------------------------------------- | ------------------------------------------------- | ------------------------------------------------- | ------------------------------------------------- | ------------------------------------------------- |
| 1991                                              | Нису учествовале                                  | Нису учествовале                                  | Нису учествовале                                  | Нису учествовале                                  | Нису учествовале                                  | Нису учествовале                                  | Нису учествовале                                  | Нису учествовале                                  |                                                   |
| 1993                                              | Нису учествовале                                  | Нису учествовале                                  | Нису учествовале                                  | Нису учествовале                                  | Нису учествовале                                  | Нису учествовале                                  | Нису учествовале                                  | Нису учествовале                                  |                                                   |
| 1994                                              | Нису учествовале                                  | Нису учествовале                                  | Нису учествовале                                  | Нису учествовале                                  | Нису учествовале                                  | Нису учествовале                                  | Нису учествовале                                  | Нису учествовале                                  |                                                   |
| 1998                                              | Нису учествовале                                  | Нису учествовале                                  | Нису учествовале                                  | Нису учествовале                                  | Нису учествовале                                  | Нису учествовале                                  | Нису учествовале                                  | Нису учествовале                                  |                                                   |
| 2000                                              | Нису учествовале                                  | Нису учествовале                                  | Нису учествовале                                  | Нису учествовале                                  | Нису учествовале                                  | Нису учествовале                                  | Нису учествовале                                  | Нису учествовале                                  |                                                   |
| 2002                                              | Нису учествовале                                  | Нису учествовале                                  | Нису учествовале                                  | Нису учествовале                                  | Нису учествовале                                  | Нису учествовале                                  | Нису учествовале                                  | Нису учествовале                                  |                                                   |
| 2006                                              | Нису се квалификовале                             | Нису се квалификовале                             | Нису се квалификовале                             | Нису се квалификовале                             | Нису се квалификовале                             | Нису се квалификовале                             | Нису се квалификовале                             | Нису се квалификовале                             |                                                   |
| 2010                                              | Нису учествовале                                  | Нису учествовале                                  | Нису учествовале                                  | Нису учествовале                                  | Нису учествовале                                  | Нису учествовале                                  | Нису учествовале                                  | Нису учествовале                                  |                                                   |
| 2014                                              | Нису се квалификовале                             | Нису се квалификовале                             | Нису се квалификовале                             | Нису се квалификовале                             | Нису се квалификовале                             | Нису се квалификовале                             | Нису се квалификовале                             | Нису се квалификовале                             |                                                   |
| 2018                                              | Нису учествовале                                  | Нису учествовале                                  | Нису учествовале                                  | Нису учествовале                                  | Нису учествовале                                  | Нису учествовале                                  | Нису учествовале                                  | Нису учествовале                                  |                                                   |
| 2022                                              | Нису се квалификовале                             | Нису се квалификовале                             | Нису се квалификовале                             | Нису се квалификовале                             | Нису се квалификовале                             | Нису се квалификовале                             | Нису се квалификовале                             | Нису се квалификовале                             |                                                   |
| Укупно                                            | 0/10                                              | -                                                 | -                                                 | -                                                 | -                                                 | -                                                 | -                                                 | -                                                 |                                                   |

*Означава нерешене утакмице укључујући нокаут мечеве одлучене извођењем једанаестераца.